# Svetlana Koeznetsova
Svetlana Aleksandrovna Koeznetsova (Russisch: Светла́на Алекса́ндровна Кузнецо́ва) (Sint-Petersburg, 27 juni 1985) is een professioneel tennisspeelster uit Rusland. Koeznetsova begon met tennis toen zij zeven jaar oud was. Haar favoriete ondergrond is gravel en hardcourt. Zij speelt rechtshandig en heeft een tweehandige backhand.
Koeznetsova's vader, Alexandr Koeznetsov, is een wielrennerscoach van vijf olympische kampioenen en wereldkampioenen. Hij coachte ook Svetlana's moeder, Galina Tsareva, die een voormalig zesvoudig wereldkampioene is. Haar broer, Nikolai Koeznetsov, was eveneens een succesvol sportman: hij won een zilveren medaille bij de Olympische Zomerspelen 1996 in Atlanta.

## Loopbaan
In 2004 won Koeznetsova haar eerste grandslamtitel bij het US Open. Zij versloeg in de finale haar landgenote Jelena Dementjeva.
In 2006 stond zij voor de tweede maal in de finale van een grandslamtoernooi, en wel op Roland Garros tegenover de Belgische Justine Henin-Hardenne, maar verloor die in twee sets: 4-6 en 4-6. In 2007 ontmoette zij Henin nogmaals in haar derde grandslamfinale, meer bepaald op het US Open. Ook deze match ging verloren, ditmaal met 1-6 en 3-6. Niettemin steeg zij daarmee naar de tweede plek op de wereldranglijst, haar hoogste positie ooit.
In 2009 wist Koeznetsova op Roland Garros wel de titel te bemachtigen, in een eenzijdige finale tegen haar landgenote Dinara Safina (6-4 en 6-2), die haar een jaar eerder nog geklopt had in de halve finale.
In 2011 speelde zij op alle vier grandslamtoernooien mee, met als beste resultaat een plaats in de kwartfinales van Roland Garros.
Na enkele minder gemotiveerde jaren ging Koeznetsova er in 2016 opnieuw tegenaan. Op 3 oktober 2016 bereikte zij terug de zevende stek op de wereldranglijst, na het winnen van het toernooi in haar thuishaven Moskou.
Ook in het vrouwendubbelspel is zij succesvol: zij won reeds twee grandslamtoernooien; zowel in 2005 als in 2012 behaalde zij de titel tijdens het Australian Open. Daarnaast speelde zij in de periode 2003–2005 nog vijf grandslamfinales die zij verloor.
In de periode 2004–2016 maakte Koeznetsova deel uit van het Russische Fed Cup-team – zij behaalde daar een winst/verlies-balans van 27–13. In 2004 won dit team de hoofdprijs – in de finale van de Wereldgroep versloegen zij de Françaises, hoewel Koeznetsova haar beide enkelspel-rubbers verloor. In 2007 droeg zij daarentegen met twee winstpartijen bij aan de winst tegen Italië. In 2008 gebeurde dat ook tegen Spanje.

## Posities op deWTA-ranglijst
Positie per einde seizoen:
| jaar | rang enkelspel | rang dubbelspel |
| ---- | -------------- | --------------- |
| 2000 | 889            | 919             |
| 2001 | 259            | 217             |
| 2002 | 43             | 45              |
| 2003 | 36             | 7               |
| 2004 | 5              | 8               |
| 2005 | 18             | 8               |
| 2006 | 4              | 37              |
| 2007 | 2              | 41              |
| 2008 | 8              | 142             |
| 2009 | 3              | 53              |
| 2010 | 27             | 107             |
| 2011 | 19             | 89              |
| 2012 | 72             | 38              |
| 2013 | 21             | 54              |
| 2014 | 28             | 116             |
| 2015 | 25             | 166             |
| 2016 | 9              | 56              |
| 2017 | 12             | 61              |
| 2018 | 107            | 293             |

## Palmares
| Legenda                | Legenda                  |
| ---------------------- | ------------------------ |
| Grandslamtoernooi      |                          |
| Olympische Spelen      |                          |
| Year-End Championships |                          |
| tot 2009               | 2009 – 2020 / vanaf 2021 |
| Tier I                 | Premier Mandatory        |
| Tier II                | Premier Five / WTA 1000  |
| Tier III               | Premier / WTA 500        |
| Tier IV & V            | International / WTA 250  |
|                        | Challenger / WTA 125     |

### WTA-finaleplaatsen enkelspel
| nr.              | finale     | toernooi         | ondergrond    | tegenstandster in finale    | score          |         |
| ---------------- | ---------- | ---------------- | ------------- | --------------------------- | -------------- | ------- |
| gewonnen finales |            |                  |               |                             |                |         |
| 1.               | 2002-08-11 | WTA Helsinki     | gravel        | Denisa Chládková            | 0-6, 6-3, 7-6  | details |
| 2.               | 2002-09-29 | WTA Bali         | hardcourt     | Conchita Martínez           | 3-6, 7-6, 7-5  | details |
| 3.               | 2004-06-20 | WTA Eastbourne   | gras          | Daniela Hantuchová          | 2-6, 7-6, 6-4  | details |
| 4.               | 2004-09-11 | US Open          | hardcourt     | Jelena Dementjeva           | 6-3, 7-5       | details |
| 5.               | 2004-09-19 | WTA Bali         | hardcourt     | Marlene Weingärtner         | 6-1, 6-4       | details |
| 6.               | 2006-04-02 | WTA Miami        | hardcourt     | Maria Sjarapova             | 6-4, 6-3       | details |
| 7.               | 2006-09-17 | WTA Bali         | hardcourt     | Marion Bartoli              | 7-5, 6-2       | details |
| 8.               | 2006-09-24 | WTA Peking       | hardcourt     | Amélie Mauresmo             | 6-4, 6-0       | details |
| 9.               | 2007-08-25 | WTA New Haven    | hardcourt     | Ágnes Szávay                | 4-6, 3-0, opg. | details |
| 10.              | 2009-05-03 | WTA Stuttgart    | gravel (i)    | Dinara Safina               | 6-4, 6-3       | details |
| 11.              | 2009-06-06 | Roland Garros    | gravel        | Dinara Safina               | 6-4, 6-2       | details |
| 12.              | 2009-10-11 | WTA Peking       | hardcourt     | Agnieszka Radwańska         | 6-2, 6-4       | details |
| 13.              | 2010-08-08 | WTA San Diego    | hardcourt     | Agnieszka Radwańska         | 6-4, 6-7, 6-3  | details |
| 14.              | 2014-08-03 | WTA Washington   | hardcourt     | Kurumi Nara                 | 6-3, 4-6, 6-4  | details |
| 15.              | 2015-10-24 | WTA Moskou       | hardcourt (i) | Anastasija Pavljoetsjenkova | 6-2, 6-1       | details |
| 16.              | 2016-01-15 | WTA Sydney       | hardcourt     | Mónica Puig                 | 6-0, 6-2       | details |
| 17.              | 2016-10-22 | WTA Moskou       | hardcourt (i) | Darja Gavrilova             | 6-2, 6-1       | details |
| 18.              | 2018-08-05 | WTA Washington   | hardcourt     | Donna Vekić                 | 4-6, 7-6, 6-2  | details |
| verloren finales |            |                  |               |                             |                |         |
| 1.               | 2004-02-29 | WTA Dubai        | hardcourt     | Justine Henin               | 6-7, 3-6       | details |
| 2.               | 2004-03-06 | WTA Doha         | hardcourt     | Anastasija Myskina          | 6-4, 4-6, 4-6  | details |
| 3.               | 2004-05-02 | WTA Warschau     | gravel        | Venus Williams              | 1-6, 4-6       | details |
| 4.               | 2004-09-26 | WTA Peking       | hardcourt     | Serena Williams             | 6-4, 5-7, 4-6  | details |
| 5.               | 2005-05-01 | WTA Warschau     | gravel        | Justine Henin               | 6-3, 2-6, 5-7  | details |
| 6.               | 2006-05-07 | WTA Warschau     | gravel        | Kim Clijsters               | 5-7, 2-6       | details |
| 7.               | 2006-06-11 | Roland Garros    | gravel        | Justine Henin               | 4-6, 4-6       | details |
| 8.               | 2007-03-04 | WTA Doha         | hardcourt     | Justine Henin               | 4-6, 2-6       | details |
| 9.               | 2007-03-18 | WTA Indian Wells | hardcourt     | Daniela Hantuchová          | 3-6, 4-6       | details |
| 10.              | 2007-05-13 | WTA Berlijn      | gravel        | Ana Ivanović                | 6-3, 4-6, 6-7  | details |
| 11.              | 2007-05-20 | WTA Rome         | gravel        | Jelena Janković             | 5-7, 1-6       | details |
| 12.              | 2007-09-08 | US Open          | hardcourt     | Justine Henin               | 1-6, 3-6       | details |
| 13.              | 2008-01-12 | WTA Sydney       | hardcourt     | Justine Henin               | 6-4, 2-6, 4-6  | details |
| 14.              | 2008-03-01 | WTA Dubai        | hardcourt     | Jelena Dementjeva           | 6-4, 3-6, 2-6  | details |
| 15.              | 2008-03-23 | WTA Indian Wells | hardcourt     | Ana Ivanović                | 4-6, 3-6       | details |
| 16.              | 2008-09-21 | WTA Tokio        | hardcourt     | Dinara Safina               | 1-6, 3-6       | details |
| 17.              | 2008-09-28 | WTA Peking       | hardcourt     | Jelena Janković             | 3-6, 2-6       | details |
| 18.              | 2009-05-09 | WTA Rome         | gravel        | Dinara Safina               | 3-6, 2-6       | details |
| 19.              | 2011-02-20 | WTA Dubai        | hardcourt     | Caroline Wozniacki          | 1-6, 3-6       | details |
| 20.              | 2014-05-03 | WTA Oeiras       | gravel        | Carla Suárez Navarro        | 4-6, 6-3, 4-6  | details |
| 21.              | 2015-05-09 | WTA Madrid       | gravel        | Petra Kvitová               | 1-6, 2-6       | details |
| 22.              | 2016-04-02 | WTA Miami        | hardcourt     | Viktoryja Azarenka          | 3-6, 2-6       | details |
| 23.              | 2017-03-19 | WTA Indian Wells | hardcourt     | Jelena Vesnina              | 7-6, 5-7, 4-6  | details |
| 24.              | 2019-08-18 | WTA Cincinnati   | hardcourt     | Madison Keys                | 5-7, 6-7       | details |

### WTA-finaleplaatsen vrouwendubbelspel
| nr.              | finale     | toernooi          | ondergrond    | partner             | tegenstandsters                            | score            |         |
| ---------------- | ---------- | ----------------- | ------------- | ------------------- | ------------------------------------------ | ---------------- | ------- |
| gewonnen finales |            |                   |               |                     |                                            |                  |         |
| 1.               | 2002-07-28 | WTA Sopot         | gravel        | Arantxa Sánchez     | Jevgenia Koelikovskaja Jekaterina Sysojeva | 6-2, 6-2         | details |
| 2.               | 2002-08-11 | WTA Helsinki      | gravel        | Arantxa Sánchez     | Eva Bes María José Martínez Sánchez        | 6-3, 6-7, 6-3    | details |
| 3.               | 2002-09-22 | WTA Toyota        | hardcourt     | Arantxa Sánchez     | Petra Mandula Patricia Wartusch            | 6-2, 6-4         | details |
| 4.               | 2003-01-04 | WTA Gold Coast    | hardcourt     | Martina Navrátilová | Nathalie Dechy Émilie Loit                 | 6-4, 6-4         | details |
| 5.               | 2003-02-23 | WTA Dubai         | hardcourt     | Martina Navrátilová | Cara Black Jelena Lichovtseva              | 6-3, 7-6         | details |
| 6.               | 2003-05-18 | WTA Rome          | gravel        | Martina Navrátilová | Jelena Dokić Nadja Petrova                 | 6-4, 5-7, 6-2    | details |
| 7.               | 2003-08-17 | WTA Toronto       | hardcourt     | Martina Navrátilová | María Vento-Kabchi Angelique Widjaja       | 3-6, 6-1, 6-1    | details |
| 8.               | 2003-09-28 | WTA Leipzig       | tapijt (i)    | Martina Navrátilová | Jelena Lichovtseva Nadja Petrova           | 3-6, 6-1, 6-3    | details |
| 9.               | 2004-01-11 | WTA Gold Coast    | hardcourt     | Jelena Lichovtseva  | Liezel Huber Magdalena Maleeva             | 6-3, 6-4         | details |
| 10.              | 2004-03-06 | WTA Doha          | hardcourt     | Jelena Lichovtseva  | Janette Husárová Conchita Martínez         | 7-6, 6-2         | details |
| 11.              | 2005-01-30 | Australian Open   | hardcourt     | Alicia Molik        | Lindsay Davenport Corina Morariu           | 6-3, 6-4         | details |
| 12.              | 2005-04-03 | WTA Miami         | hardcourt     | Alicia Molik        | Lisa Raymond Rennae Stubbs                 | 7-5, 6-7, 6-2    | details |
| 13.              | 2006-06-25 | WTA Eastbourne    | gras          | Amélie Mauresmo     | Liezel Huber Martina Navrátilová           | 6-2, 6-4         | details |
| 14.              | 2009-04-05 | WTA Miami         | hardcourt     | Amélie Mauresmo     | Květa Peschke Lisa Raymond                 | 4-6, 6-3, [10-3] | details |
| 15.              | 2012-01-27 | Australian Open   | hardcourt     | Vera Zvonarjova     | Sara Errani Roberta Vinci                  | 5-7, 6-4, 6-3    | details |
| 16.              | 2013-10-20 | WTA Moskou        | hardcourt (i) | Samantha Stosur     | Alla Koedrjavtseva Anastasia Rodionova     | 6-1, 1-6, [10-8] | details |
| verloren finales |            |                   |               |                     |                                            |                  |         |
| 1.               | 2002-09-29 | WTA Bali          | hardcourt     | Arantxa Sánchez     | Cara Black Virginia Ruano Pascual          | 2-6, 3-6         | details |
| 2.               | 2002-10-06 | WTA Japan (Tokio) | hardcourt     | Arantxa Sánchez     | Shinobu Asagoe Nana Miyagi                 | 4-6, 6-4, 4-6    | details |
| 3.               | 2003-09-07 | US Open           | hardcourt     | Martina Navrátilová | Virginia Ruano Pascual Paola Suárez        | 2-6, 3-6         | details |
| 4.               | 2004-02-01 | Australian Open   | hardcourt     | Jelena Lichovtseva  | Virginia Ruano Pascual Paola Suárez        | 4-6, 3-6         | details |
| 5.               | 2004-02-29 | WTA Dubai         | hardcourt     | Jelena Lichovtseva  | Janette Husárová Conchita Martínez         | 0-6, 6-1, 3-6    | details |
| 6.               | 2004-03-20 | WTA Indian Wells  | hardcourt     | Jelena Lichovtseva  | Virginia Ruano Pascual Paola Suárez        | 1-6, 2-6         | details |
| 7.               | 2004-04-03 | WTA Miami         | hardcourt     | Jelena Lichovtseva  | Nadja Petrova Meghann Shaughnessy          | 2-6, 3-6         | details |
| 8.               | 2004-06-06 | Roland Garros     | gravel        | Jelena Lichovtseva  | Virginia Ruano Pascual Paola Suárez        | 0-6, 3-6         | details |
| 9.               | 2004-06-20 | WTA Eastbourne    | gras          | Jelena Lichovtseva  | Alicia Molik Magüi Serna                   | 4-6, 4-6         | details |
| 10.              | 2004-09-12 | US Open           | hardcourt     | Jelena Lichovtseva  | Virginia Ruano Pascual Paola Suárez        | 4-6, 5-7         | details |
| 11.              | 2004-09-19 | WTA Bali          | hardcourt     | Arantxa Sánchez     | Anastasija Myskina Ai Sugiyama             | 3-6, 5-7         | details |
| 12.              | 2005-03-06 | WTA Dubai         | hardcourt     | Alicia Molik        | Virginia Ruano Pascual Paola Suárez        | 7-6, 2-6, 1-6    | details |
| 13.              | 2005-07-02 | Wimbledon         | gras          | Amélie Mauresmo     | Cara Black Liezel Huber                    | 2-6, 1-6         | details |
| 14.              | 2006-02-26 | WTA Dubai         | hardcourt     | Nadja Petrova       | Květa Peschke Francesca Schiavone          | 6-3, 6-7, 3-6    | details |
| 15.              | 2007-02-24 | WTA Dubai         | hardcourt     | Alicia Molik        | Cara Black Liezel Huber                    | 6-7, 4-6         | details |

## Resultaten grote toernooien
| Legenda | Legenda                          |
| ------- | -------------------------------- |
| g.t.    | geen toernooi gehouden           |
| l.c.    | lagere categorie                 |
| –       | niet deelgenomen                 |
| G       | uitgeschakeld in de groepsfase   |
| 1R      | uitgeschakeld in de eerste ronde |
| 2R      | uitgeschakeld in de tweede ronde |
| 3R      | uitgeschakeld in de derde ronde  |
| 4R      | uitgeschakeld in de vierde ronde |
| KF      | uitgeschakeld in de kwartfinale  |
| HF      | uitgeschakeld in de halve finale |
| F       | de finale verloren               |
| W       | het toernooi gewonnen            |
| w-v     | winst/verlies-balans             |

### Enkelspel
| toernooi            | 2002 | 2003 | 2004 | 2005 | 2006 | 2007 | 2008 | 2009 | 2010 | 2011 | 2012 | 2013 | 2014 | 2015 | 2016 | 2017 | 2018 | 2019 |
| ------------------- | ---- | ---- | ---- | ---- | ---- | ---- | ---- | ---- | ---- | ---- | ---- | ---- | ---- | ---- | ---- | ---- | ---- | ---- |
| grandslamtoernooien |      |      |      |      |      |      |      |      |      |      |      |      |      |      |      |      |      |      |
| Australian Open     | 2R   | 1R   | 3R   | KF   | 4R   | 4R   | 3R   | KF   | 4R   | 4R   | 3R   | KF   | 1R   | 1R   | 2R   | 4R   | –    | –    |
| Roland Garros       | –    | 1R   | 4R   | 4R   | F    | KF   | HF   | W    | 3R   | KF   | 4R   | KF   | KF   | 2R   | 4R   | 4R   | 1R   | 1R   |
| Wimbledon           | –    | KF   | 1R   | KF   | 3R   | KF   | 4R   | 3R   | 2R   | 3R   | 1R   | –    | 1R   | 2R   | 4R   | KF   | 1R   | 1R   |
| US Open             | 3R   | 3R   | W    | 1R   | 4R   | F    | 3R   | 4R   | 4R   | 4R   | –    | 3R   | 1R   | 1R   | 2R   | 2R   | 1R   |      |
| Premier Mandatory   |      |      |      |      |      |      |      |      |      |      |      |      |      |      |      |      |      |      |
| Indian Wells        | –    | 3R   | KF   | KF   | –    | F    | F    | 2R   | 2R   | 2R   | 3F   | 3R   | 3R   | 3R   | 2R   | F    | 2R   | –    |
| Miami               | –    | 2R   | 4R   | 4R   | W    | 4R   | HF   | HF   | 4R   | 3R   | 2R   | 3R   | 2R   | 4R   | F    | 4R   | 2R   | –    |
| Madrid              | l.c. | l.c. | l.c. | l.c. | l.c. | l.c. | l.c. | 2R   | 1R   | 1R   | 1R   | 3R   | 2R   | F    | 1R   | HF   | 1R   | 2R   |
| Peking              | l.c. | l.c. | l.c. | l.c. | l.c. | l.c. | l.c. | W    | 1R   | 2R   | –    | 2R   | KF   | 3R   | 3R   | 1R   | –    |      |
| Premier Five        |      |      |      |      |      |      |      |      |      |      |      |      |      |      |      |      |      |      |
| Dubai/Doha          | l.c. | l.c. | l.c. | l.c. | l.c. | l.c. | 3R   | 2R   | 3R   | F    | 3R   | 3R   | –    | 2R   | 2R   | –    | –    | –    |
| Rome                | –    | 3R   | KF   | 2R   | HF   | F    | 3R   | F    | 2R   | 1R   | 1R   | 1R   | 2R   | –    | KF   | 3R   | 2R   | –    |
| Montréal/Toronto    | –    | 1R   | –    | 3R   | KF   | KF   | KF   | 2R   | HF   | 1R   | –    | 1R   | 1R   | –    | KF   | 2R   | –    | 3R   |
| Cincinnati          | l.c. | l.c. | l.c. | l.c. | l.c. | l.c. | l.c. | 3R   | 1R   | 3R   | –    | 1R   | 3R   | –    | KF   | KF   | 2R   | F    |
| Tokio/Wuhan         | –    | –    | –    | HF   | –    | –    | F    | 2R   | 2R   | –    | –    | KF   | 2R   | 1R   | HF   | 2R   | –    |      |
| olympisch           |      |      |      |      |      |      |      |      |      |      |      |      |      |      |      |      |      |      |
| Olympische Spelen   | g.t. | g.t. | KF   | g.t. | g.t. | g.t. | 1R   | g.t. | g.t. | g.t. | –    | g.t. | g.t. | g.t. | 3R   | g.t. | g.t. | g.t. |
| statistieken        |      |      |      |      |      |      |      |      |      |      |      |      |      |      |      |      |      |      |
| titels per jaar     | 2    | 0    | 3    | 0    | 3    | 1    | 0    | 3    | 1    | 0    | 0    | 0    | 1    | 1    | 2    | 0    | 1    | 0    |
| eindejaarsranking   | 43   | 36   | 5    | 18   | 4    | 2    | 8    | 3    | 27   | 19   | 72   | 21   | 28   | 25   | 9    | 12   | 107  |      |

### Dubbelspel
| Toernooi        | 2002 | 2003 | 2004 | 2005 | 2006 | 2007 | 2008 | 2009 | 2010 | 2011 | 2012 | 2013 | 2014 | 2015 | 2016 | 2017 | 2018 |
| --------------- | ---- | ---- | ---- | ---- | ---- | ---- | ---- | ---- | ---- | ---- | ---- | ---- | ---- | ---- | ---- | ---- | ---- |
| Australian Open | –    | 3R   | F    | W    | 3R   | 2R   | 2R   | 1R   | 3R   | –    | W    | 2R   | 2R   | 3R   | 3R   | –    | –    |
| Roland Garros   | –    | 3R   | F    | 2R   | –    | –    | –    | –    | –    | 2R   | –    | 2R   | 1R   | –    | HF   | 3R   | 2R   |
| Wimbledon       | 1R   | KF   | KF   | F    | 2R   | KF   | –    | 3R   | 2R   | –    | –    | –    | –    | –    | 1R   | KF   | –    |
| US Open         | 2R   | F    | F    | KF   | –    | –    | –    | –    | –    | –    | –    | 2R   | –    | 1R   | –    | –    | –    |

### Gemengd dubbelspel
| Toernooi        | 2003 |    | 2014 |
| --------------- | ---- | -- | ---- |
| Australian Open | 1R   | 1R |      |
| Roland Garros   | 2R   | –  |      |
| Wimbledon       | KF   | –  |      |
| US Open         | –    | –  |      |